# جوان آدپو
جوان آدپو (انگلیسی: Jovan Adepo؛ زادهٔ ۱۹۸۸) بازیگر بریتانیایی‌الاصل اهل ایالات متحده آمریکا است. وی از سال ۲۰۱۲ میلادی تاکنون مشغول فعالیت بوده‌است. مادر او نیجریه‌ای-بریتانیایی و پدرش آمریکایی بود.
از فیلم‌ها یا برنامه‌های تلویزیونی که وی در آن نقش داشته‌است، می‌توان به مسئله سه جسم، گرفتن قاتل، بازماندگان، حصارها، ارباب و مادر! اشاره کرد.